# Saïd Gusseinov
Saïd Muslímovitx Gusseinov (Саид Mуслимович Гусейнов) (Kulob, República Socialista Soviètica del Tadjikistan, 10 d'abril de 1955) va ser un ciclista soviètic d'origen tadjik.

## Palmarès
- 1977
  - 1r a la Milk Race
- 1978
  - Vencedor d'una etapa a la Volta a Iugoslàvia
- 1979
  - Vencedor d'una etapa al Giro de les Regions
  - Vencedor de 2 etapes a la Volta a Iugoslàvia